# 韩玉春
韩玉春（1952年4月—），吉林省通化人，中华人民共和国设计师。

## 生平
1970年，韩玉春作为知青被招工进城，在通化宾馆担任服务员。工作期间参加白山国画研究会，与通化商标印刷厂设计师卢炳华、奚向群等人结识，学习平面设计。当时他的朋友是长白山日用化工厂厂长，因包装不好、产品滞销，求他帮助重新设计。韩玉春设计“人参护肤霜”包装，得到了市场认可，产品进入北京、上海等城市。工厂当年利税达上百万元，成为全省的先进企业；韩玉春也因此成名，被选为吉林省人大代表。1992年，韩玉春创建大连一品设计公司。2002年，获得“中国十大设计师”称号；同年，他应第29届奥林匹克运动会组织委员会邀请，为2008年奥运会设计会徽，最终参赛作品“天坛、绿地、运动员”（最终“中国印”作品获选）。之后他为大连市公安局巡警支队女子骑警大队、协茂纸业、榆树大曲、红梅味精、大雪啤酒、青岛啤酒、宁夏红枸杞酒、大连实德足球队、中海石油、锦州石化、宛西药业等公司或法人设计商标品牌或标志。2007年12月，他设计的杭州城标作品以01号获得最终选票通过，并于2008年正式起用。